# Guadalupe (Spanien)
Guadalupe ist ein Ort und eine Gemeinde (municipio) mit 1.752 Einwohnern (Stand: 2024) in der Provinz Cáceres in der Autonomen Region Extremadura in Spanien. Der Ort ist weit über Spanien hinaus berühmt wegen seiner Wallfahrtskirche und seines Klosters (Real Monasterio de Nuestra Señora de Guadalupe), das im Jahr 1993 in die Liste des Weltkulturerbes der UNESCO aufgenommen wurde.

## Lage und Klima
Der Ort Guadalupe liegt an einem Berghang der Sierra de Guadalupe, einem Teilabschnitt der Montes de Toledo, in einer Höhe von ca. 650 m. Der Río Guadalupe, ein Nebenfluss des Río Guadiana, entspringt in der Nähe und fließt südlich am Ort vorbei. Die Provinzhauptstadt Cáceres liegt gut 120 km (Fahrtstrecke) westlich; die spanische Hauptstadt Madrid befindet sich ca. 245 km nordöstlich. Das Klima ist gemäßigt; Regen (ca. 480 mm/Jahr) fällt hauptsächlich im Winterhalbjahr.

## Bevölkerungsentwicklung
| Jahr      | 1857  | 1900  | 1950  | 2000  | 2021  |
| Einwohner | 2.598 | 3.270 | 3.926 | 2.365 | 1.822 |

Der deutliche Bevölkerungsrückgang seit den 1950er Jahren ist im Wesentlichen auf die Mechanisierung der Landwirtschaft sowie die Aufgabe bäuerlicher Kleinbetriebe („Höfesterben“) und den damit einhergehenden Verlust von Arbeitsplätzen zurückzuführen.

## Wirtschaft
Das Umland von Guadalupe ist waldreich; früher wurden hier auch Wein und Oliven zur Selbstversorgung angepflanzt. Heute spielen vor allem die Forst- und Weidewirtschaft eine große Rolle. Die Haupteinnahmequelle des Ortes ist jedoch der Pilger-Tourismus.

## Geschichte
Die abgelegenen Täler der Montes de Toledo waren lange Zeit nahezu unbewohnt und blieben somit von den großen Ereignissen der iberischen Geschichte weitgehend unberührt. Sie dienten als Sommerweiden für Schafe und Ziegen und so ist es nicht verwunderlich, dass ausgerechnet ein Schäfer aus Cáceres hier um das Jahr 1300 eine Marienfigur entdeckte, um welche sich schon bald zahlreiche Legenden rankten: So soll das Bildnis um das Jahr 590 von Papst Gregor dem Großen nach Sevilla geschickt und nach der Machtübernahme durch die Mauren (um 715) hier versteckt worden sein. Nach seiner Wiederentdeckung entstanden mehrere Einsiedeleien (ermitas), doch schon bald darauf nahm sich – nach der siegreichen Schlacht am Salado – der kastilische König Alfons XI. (reg. 1312–1350) der Angelegenheit an und stiftete den Bau einer Kirche und eines Klosters, welches nach der Entdeckung Amerikas einen enormen Aufschwung nahm – zahlreiche Orte, Inseln etc. im spanischen Kolonialreich wurden Guadalupe genannt. Guadalupe ist seit annähernd 700 Jahren einer der wichtigsten Wallfahrtsorte Spaniens; die hier verehrte Marienfigur gilt als „Königin des Spaniertums“ in aller Welt.

## Sehenswürdigkeiten

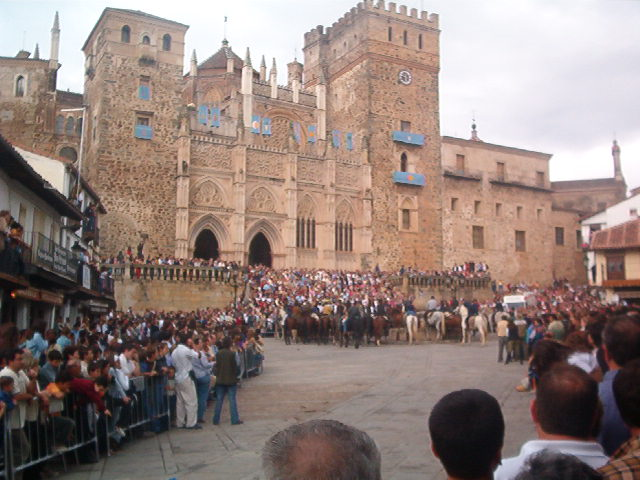
Klosterkirche am 12. Oktober 2007

- Das Real Monasterio de Santa María, erbaut im 14.–15. Jahrhundert, verfügt über eine Festung und einen markierten Mudéjar-Akzent, der mit gotischen, Renaissance- und Barockelementen erbaut wurde. Die UNESCO hat das Kloster Guadalupe 1993 in die Liste der Welterbestätten aufgenommen. Zentrum der Anlage ist die spätgotische Klosterkirche.
- Die Iglesia de la Santa Trinidad wurde von Manuel de Lara Churriguera erbaut. Die der Dreifaltigkeit gewidmete dreischiffige Kirche mitsamt einem Querschiff und einer überkuppelten Vierung entstand in den Jahren 1730–1735 auf Kosten des Herzogs von Veragua, eines Nachkommen von Christoph Kolumbus.
- Das Viertel La Puebla mit seinen verwinkelten Gassen und dem Judenviertel (Judería) ist als Conjunto histórico-artístico eingestuft.
- Mehrere Museen sind zu besichtigen – darunter eines mit Gemälden von El Greco, Juan Correa de Vivar, Zurbarán und Goya.

Umgebung
- In der Umgebung des Ortes stehen weitere Einsiedler- und Pilgerkirchen.

## Feste
- Das Fest der Ortspatronin wird alljährlich vom 6. bis 9. September mit Prozessionen und Messen gefeiert, zu denen sich Menschen aus ganz Spanien einfinden.
- Am 12. Oktober, dem Jahrestag der Entdeckung Amerikas, begeht man das Fest der Hispanidad. Auch hierbei spielt die Virgen de Guadalupe eine große Rolle.

## Sonstiges
Zwölf historische Pilgerwege (Caminos de Guadalupe) in Zentralspanien führen nach Guadalupe.

## Persönlichkeiten
- Ángel Rubio Castro (* 1939), römisch-katholischer Geistlicher, Bischof von Segovia 2007–2014